# Adam Lundgren
Adam Reier Lundgren (født 15. februar 1986 i Göteborg) er en svensk skuespiller. Internationalt er han mest kendt for sine hovedroller i tv-serier som Torka aldrig tårar utan handskar (2012), Blå ögon (2014) og Familien Löwander (2017-2020). I sidstnævnte Netflix-serie spillede han restaurantejeren Peter Löwander.
Adam Lundgren læste til skuespiller på Högskolan för scen och musik i Göteborg fra 2009–2012. Selvom han var junior-ishockeyspiller i mange år, opgav han som 16-årig sine hockeyambitioner til fordel for skuespillet.
I 2013 vandt han Rising Star-prisen ved Stockholms filmfestival.

## Filmografi

### Tv-serier
- 2023 - Hostage – Erik Recht
- 2022 - Clark – Kurre Räven
- 2021 - Max Anger – With One Eye open – Max Anger
- 2021 - Alla utom vi – Viktor
- 2020 - Måste gitt - Serien – Adam
- 2020 - Helt perfekt – Adam Lundgren
- 2019 - Chernobyl - Brazhnik
- 2018 - Kristina Ohlsson: Stockholm requiem - Erik
- 2017-2020 - Familien Löwander – Peter Löwander
- 2017 - Full patte – Filip
- 2014-2015 - Blå ögon – Mattias Cedergren
- 2014 - Viva Hate - Thråström
- 2013 - Molanders – Sonny Månsson
- 2012 - Torka aldrig tårar utan handskar – Benjamin
- 2011 - Irene Huss – Jon Rydell
- 2009 - Oskyldigt dömd – Niklas
- 2009 - 183 dagar – Krister
- 2008 - Höök – Alex
- 2007 - Upp till kamp – Olof i kollektivet
- 2006 - Snaphaner – David Swartz
- 2004 - Orka! Orka! – klassekammerat

### Film
- 2018 - Lykkeligere kan ingen være – Rickard
- 2016 - Op i det blå – Dennis
- 2016 - Love Revisited (kortfilm) – Dennis
- 2014 - Underdog – Anders
- 2013 - Känn ingen sorg – Pål
- 2013 - Din barndom ska aldrig dö – Jon
- 2012 - Dom over død mand – Hans Forssman
- 2012 - Bitchkram – Gustav
- 2012 - Afro (kortfilm) – medvirkende
- 2011 - Anno 1790 – Leopold Frid
- 2011 - En gång i Phuket – træt mand
- 2011 - Abepigerne – Jens
- 2011 - Getingdans (kortfilm)  – Amor
- 2010 - Fire år til – flirtende tjener
- 2010 - Främmande land – Christoffer
- 2010 - Tröst (kortfilm) – medvirkende
- 2010 - Ulykkesfuglen – Uffe
- 2009 - Jeg har aldrig – medvirkende
- 2009 - Maud & Leo (kortfilm) – Leo
- 2008 - Love (kortfilm) – Love
- 2007 - Pirret - plejehjemsassistent
- 2007 - Ciao Bella – Mattias Lindgren
- 2007 - Linas aftenbog – Lillis
- 2007 - Punkspark (kortfilm) – Bulan
- 2005 - Storm – DD
- 2005 - Sandor slash Ida – Valle